# William Wood
William Wood (6. januar 1899 – 2. oktober 1969) var en canadisk roer som deltog i de olympiske lege 1924 i Paris.
Wood vandt en sølvmedalje i roning under OL 1924 i Paris. Han var med på den canadiske fire uden styrmand som kom på en andenplads efter Storbritannien. Deltagerne på den canadiske fire var William Wood, George MacKay, Archibald Black og Colin Finlayson.